# Il duca di ferro
Il duca di ferro (The Iron Duke) è un film del 1934 diretto da Victor Saville.
Film biografico, racconta in maniera romanzata la storia di Arthur Wellesley, I duca di Wellington, soprannominato il duca di ferro.

## Trama
Dal 1815, all'epoca del Congresso di Vienna, vengono ripercorsi i principali episodi della vita del duca di Wellington.

## Produzione
Il film fu prodotto dalla Gainsborough Pictures.

## Distribuzione
Distribuito dalla Gaumont British Distributors, il film fu presentato in prima a Londra il 30 novembre 1934. Negli Stati Uniti, distribuito dalla Gaumont British Picture Corporation of America, uscì a New York il 24 gennaio 1935.